# 中村史郎 (ジャーナリスト)
中村 史郎（なかむら しろう、1963年 - ）は、日本の実業家。朝日新聞社会長、社団法人日本新聞協会会長。島根県出身。

## 略歴
1963年、島根県出身。東京大学卒業。
1986年、朝日新聞社入社。国際報道部長、東京本社広告局長、執行役員編集担当兼ゼネラルマネージャー兼東京本社編集局長などを経て2020年6月に副社長。
2021年4月より朝日新聞社代表取締役社長。テレビ朝日取締役に就任。
2023年6月より社団法人日本新聞協会会長。
2024年6月より朝日新聞社代表取締役会長。